# Ondoiement
L'ondoiement est un baptême  simplifié, pratiqué par des laïcs ou des ecclésiastiques, en cas de risque imminent de décès (mention d'enfant ondoyé dans les anciens registres paroissiaux), ou par précaution quand le baptême ne pouvait pas être célébré ou devait être reporté pour une circonstance quelconque. Ce rituel consiste à verser de l’eau sur la tête de l'enfant (ablution) en prononçant les paroles sacramentelles : « Je te baptise au nom du Père et du Fils et du Saint-Esprit ».

## Étymologie
Ondoiement a pour origine le mot ancien « onde » (unda : « eau courante »). 

## Spécificités de l'ondoiement

### Historique

#### Le salut ou les limbes
L'ondoiement correspond à la doctrine ancienne selon laquelle le baptême opère le salut et que les enfants morts sans avoir été baptisés étaient considérés, à partir du XIIe siècle, comme étant alors privés de la vision béatifique de Dieu. C'est dans les limbes, lieu intermédiaire entre le paradis et l'enfer, où ils étaient éternellement éloignés de la vue de Dieu qu'allaient les âmes de ces enfants nouveau-nés n'ayant pas commis de péchés personnels ,. 
Pour contrer cela, particulièrement en cas de péril de mort du nouveau-né et dans tous les cas lorsque le baptême n'était pas possible, l'ondoiement était conféré en privé.

#### Suppléer les cérémonies du baptême

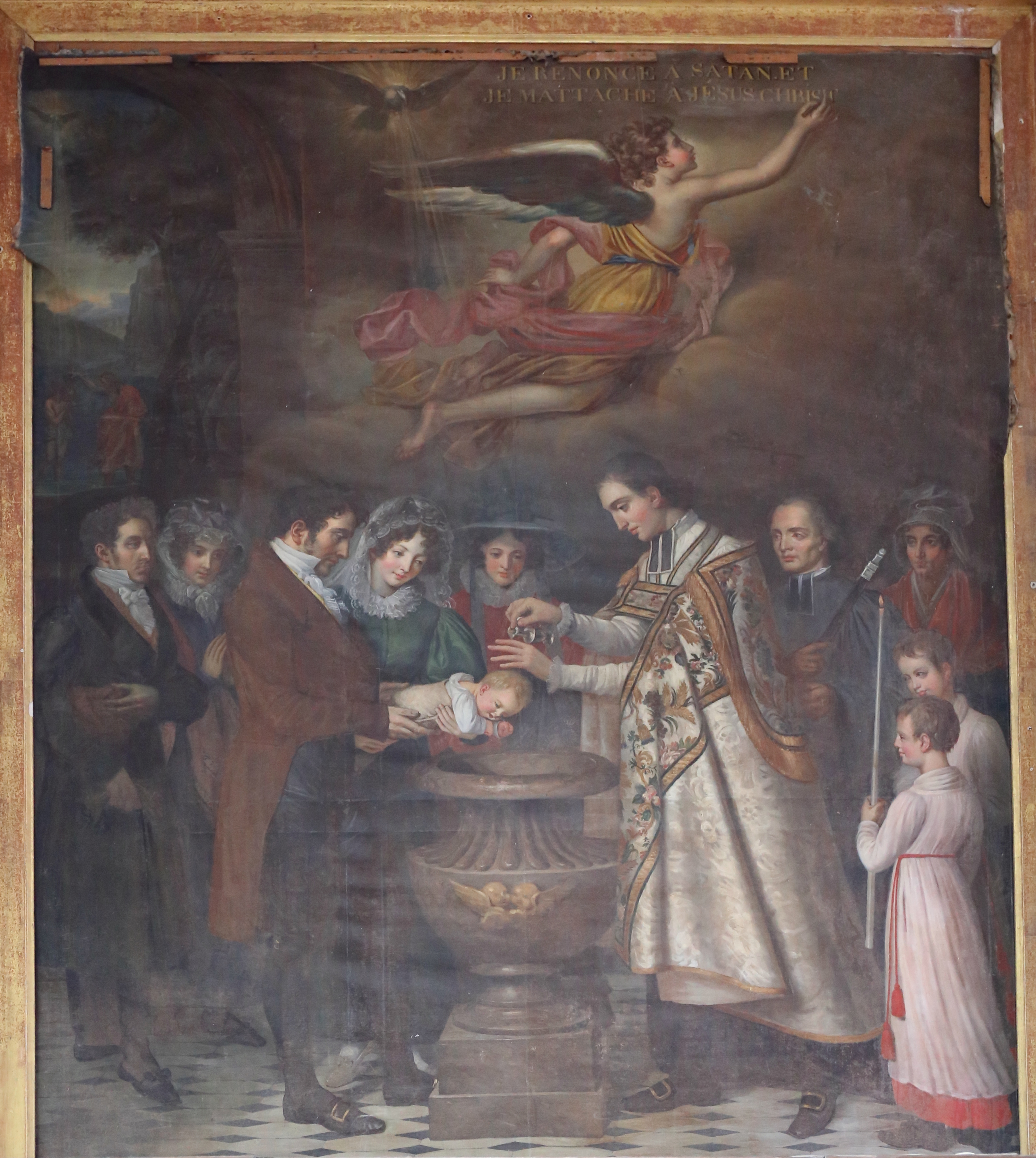
Baptême d'un nouveau-né.

L'ondoiement, qui se limitait aux ablutions et aux paroles sacramentelles, pouvait être suivi du baptême solennel et complet avec tous les rites, si l'enfant survivait. L'enfant était alors amené dès que possible à l'église paroissiale pour y « suppléer » les cérémonies du baptême, c'est-à-dire l'action de faire à l'église le supplément de prières et de cérémonies omises lors de l'ondoiement.  
Ces suppléments, comme leur nom l’indique,  ne sont pas le « cœur » du baptême. Autrement dit, même sans eux, l’enfant restait malgré tout valablement baptisé par l'ondoiement.
En pratique, l'ondoiement était peu souvent suivi du baptême car l'enfant mourait le plus souvent dans les heures ou les jours qui suivaient, la mortalité post partum des nouveau-nés étant autrefois très élevée.

#### Report du baptême pour d'autres motifs
Plus rarement, l'ondoiement était réalisé dans les familles catholiques lorsque la véritable cérémonie du baptême devait être remise à une date ultérieure pour d'autres raisons comme : 
- l'impossibilité d'organiser un "vrai baptême" ;
- l'absence d'un parrain ou d'une marraine[5];
- voire dans les familles royales ou nobles, avec permission expresse de l'évêque[9] ;
- le désir de célébrer le baptême avec pompe à une date fixée et de regrouper la parentèle dispersée [10].

## Qui pratiquait l'ondoiement ?
L'ondoiement était pratiqué le plus souvent par :  
- la sage-femme, aussi appelée matrone au Moyen Âge et jusqu'au début du XVIIIe siècle ;
- le curé ;
- le vicaire ;
- toute autre personne[11].

## Où se pratiquait l'ondoiement ?
A la maison, sur le lieu de l'accouchement, voire à l'hôpital, contrairement au baptême pour lequel l'enfant devait être conduit à l'église paroissiale, d'où des risques accrus pour sa survie en cas de froid ou d'intempéries.

## L'ondoiementin utero

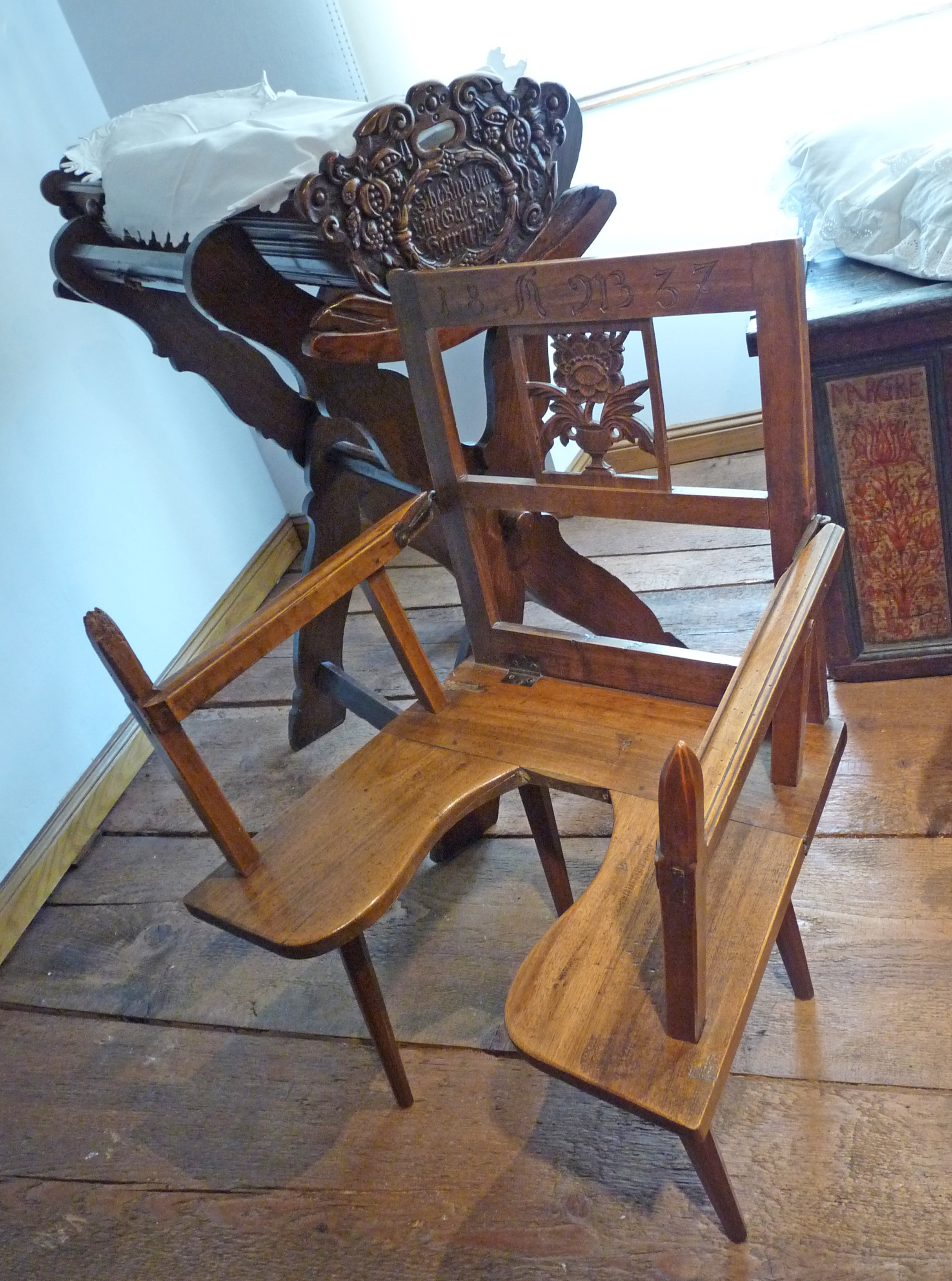
Berceau de baptême daté de 1655 et chaise d'accouchement — Musée alsacien de Strasbourg.

La sage-femme pouvait pratiquer l'ondoiement à tout enfant menacé de périr au cours de l'accouchement. Cet ondoiement pouvait être appliqué à toute partie du corps de l'enfant accessible pour les uns, mais uniquement sur le cuir chevelu après la rupture de la membrane pour les autres. C'est ainsi que furent conçues des seringues spéciales à l'aide desquelles il était possible d'ondoyer le fœtus resté in utero. Certains de ces clystères à eau bénite portaient en leur extrémité un orifice en forme de croix qui offrait les meilleures garanties de sauvetage de l'âme et de repos éternel. 
Saint Thomas d'Aquin était formellement opposé à ce procédé « car l'enfant doit naître à la vie avant de naître à la grâce ». Les ondoiements en cours d'accouchement étaient néanmoins courants étant donnée la forte mortalité périnatale. Le concile de Cantorbéry de 1236 recommandait qu'« Au moment des couches, on prépare de l'eau en cas qu'il faille ondoyer immédiatement l'enfant ». Au cours des siècles ultérieurs, les théologiens débattirent encore longuement de la validité de l'ondoiement intra-utérin.

## Importance de l'ondoiement
Le baptême avait lieu le plus souvent dans les trois jours suivant la naissance (cela a varié entre un et huit jours) en présence du père, de la sage-femme, des parrain(s) et marraine(s), mais en l'absence de la mère. 
À notre époque, on ne peut imaginer à quel point la mort d'un enfant mort-né ou décédé avant qu'il soit baptisé ou ondoyé emplissait les gens de frayeur et de chagrin. Si cela arrivait, il n'y avait pas de sacrement, ni d'office à l'église, ni de sépulture chrétienne. L'enfant ne pouvait être enterré à côté de sa famille dans l'enclos paroissial. Il était enterré dans un champ ou un jardin. Il ne recevait pas non plus de prénom, n'avait pas de parents spirituels et plus grave encore rejoignait les limbes. D'où l'importance de l'ondoiement en cas de menace de décès, car ce baptême sommaire marquait l'entrée dans le monde des chrétiens. 
De même, on affirmait souvent que l'enfant mort-né avait présenté des signes de vie, afin de pratiquer en urgence l'ondoiement et lui garantir le Paradis.  

### Autre rituel: Le sanctuaire à répit

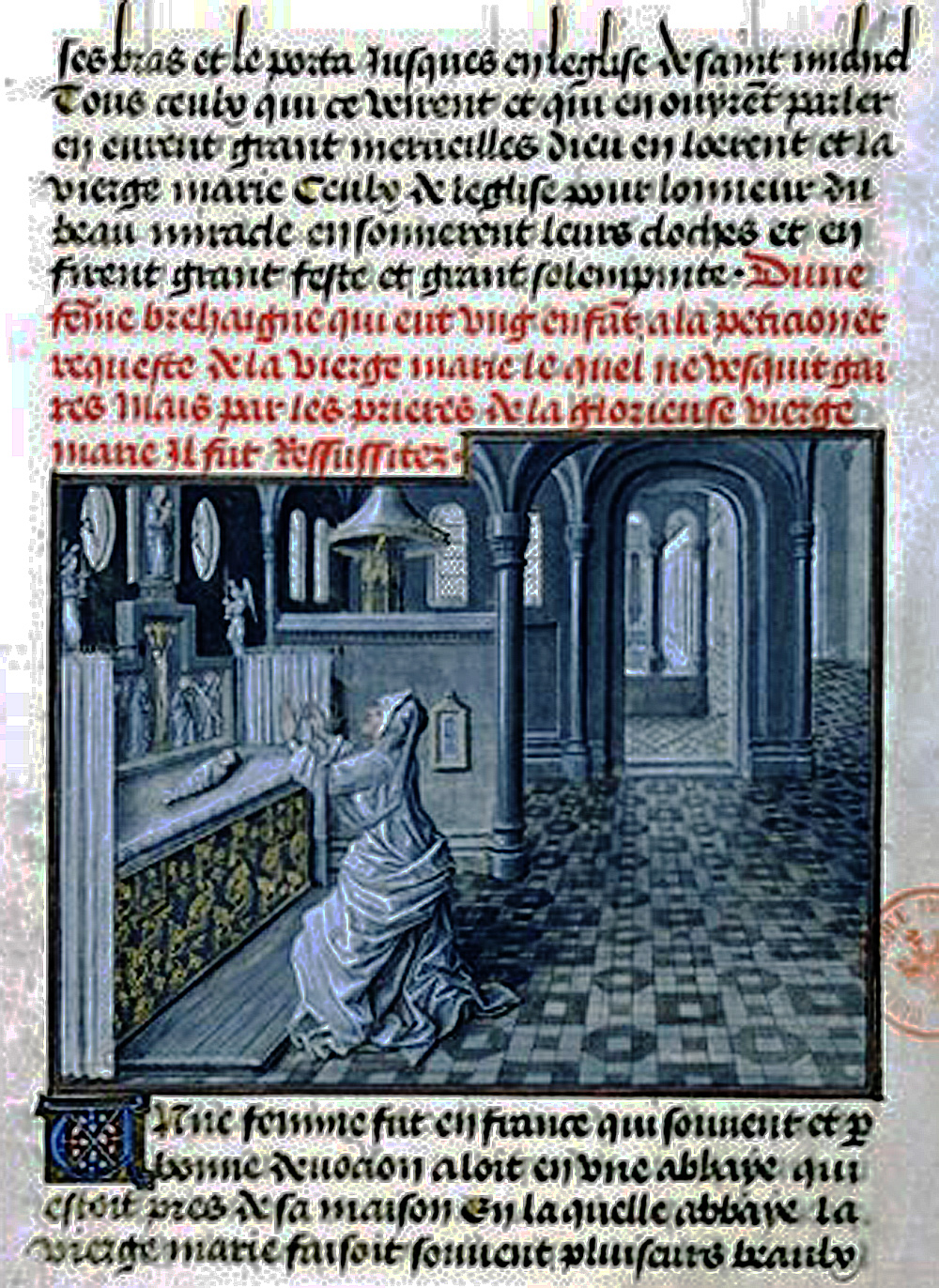
L'enfant mort-né, emmailloté, est présenté sur l'autel de la Vierge. La mère est en prière dans l'espoir d'une résurrection - Gauthier de Coincy, milieu du XVe siècle.

Cette hantise du non-baptême avait suscité le sanctuaire à répit. C'était un lieu saint rencontré en pays de tradition catholique. Selon la croyance populaire de certaines provinces, le « répit » est un retour temporaire à la vie de l'enfant mort-né, le temps de lui conférer le baptême avant sa mort définitive. Ce répit n’est possible qu’en certains sanctuaires, le plus souvent consacrés à la Vierge dont l’intercession est nécessaire pour obtenir ce miracle.

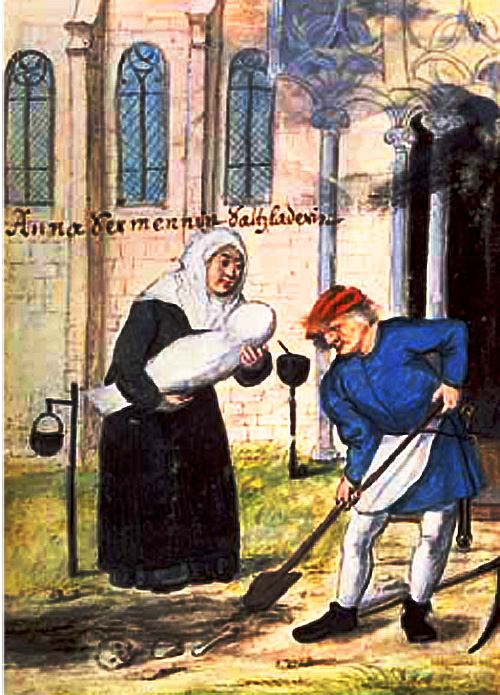
Enterrement d'un enfant mort-né près d'un sanctuaire à répit.

C'est ainsi que l'on portait le corps de l'enfant mort à l'église, qu'on le déposait sur l'autel de la Vierge en implorant celle-ci de le ressusciter le temps du baptême. Les récits de l'époque font état de prétendus signes de retour à la vie de l'enfant puis à nouveau de sa mort après l'administration du sacrement. L’enfant rentrait de fait au paradis au lieu d’errer éternellement dans les limbes.   
On pouvait ensuite procéder à la mise en terre de l'enfant mort-né, désigné comme « nouveau-né » et chanter un Te Deum pour remercier Dieu d'une telle faveur.

## Cas historiques
- Armand Jean du Plessis, futur cardinal de Richelieu[15], né le 9 septembre 1585, baptisé au huitième mois, le 5 mai 1586.
- Antonio Vivaldi, né le 4 mars 1678, ondoyé à la naissance, par la sage femme, et baptisé le 6 mai 1678.
- Louis, Dauphin de France, fils aîné du roi Louis XV ondoyé au jour de sa naissance et baptisé à l'âge de 8 ans,
- Louis-Joseph-Xavier de France, fils aîné du Dauphin Louis-Ferdinand et frère aîné de Louis XVI, Louis XVIII et Charles X, ondoyé à la naissance le 13 septembre 1751, baptisé le 29 novembre 1760 à la suite de l'aggravation de sa tuberculose[16]. Décède moins de 4 mois plus tard le 22 mars 1761.
- Louis-Auguste de France, futur Louis XVI, naît le 23 août 1754. Immédiatement après sa naissance, le bébé est ondoyé par l'aumônier du roi. Il est baptisé le 18 octobre 1761, à l'âge de 7 ans, en même temps que son frère Louis Stanislas Xavier, futur Louis XVIII.
- Napoléon Bonaparte, né le 15 août 1769, ondoyé à domicile, est baptisé presque à l'âge de deux ans, le 21 juillet 1771.
- Louis Philippe d'Orléans, né le 6 octobre 1773, est ondoyé le même jour. Il est baptisé le 12 mai 1788, soit à l'âge de 14 ans, le même jour que son frère Antoine d'Orléans.
- Frédéric Chopin, né le 1er mars 1810, ondoyé à la naissance, est baptisé le 23 avril 1810.
- Guy de Maupassant, né le 5 août 1850, ondoyé le 20 août 1850, est baptisé un an plus tard, le 17 août 1851.

## Aujourd'hui
L'ondoiement peut toujours être célébré, dès la naissance. Par exemple à la maternité par l'aumônier ou le personnel responsable de la pastorale hospitalière. Mais la pratique est progressivement tombée en désuétude.

## L'Église réformée et l'ondoiement
L'Église réformée rejetait la croyance médiévale aux limbes. Cela rendait ainsi caduque la nécessité de l'ondoiement. 
Le consistoire calviniste s'est par ailleurs opposé au baptême des nouveau-nés par les sages-femmes ou les voisines. Celles-ci étaient sévèrement sanctionnées en cas de non-respect de la règle. Cette interdiction privait les femmes d'un rôle rituel et spirituel important, qui leur était reconnu jusqu'alors par les catholiques.